# Condé-sur-Seulles
Condé-sur-Seulles – miejscowość i gmina we Francji, w regionie Normandia, w departamencie Calvados.
Według danych na rok 1990 gminę zamieszkiwały 162 osoby, a gęstość zaludnienia wynosiła 66 osób/km² (wśród 1815 gmin Dolnej Normandii Condé-sur-Seulles plasuje się na 724. miejscu pod względem liczby ludności, natomiast pod względem powierzchni na miejscu 1073.).